# لورنا وارد
لورنا وارد (3 يونيو 1939 في جنوب أفريقيا - ) (بالإنجليزية: Lorna Ward)‏ هي لاعبة كريكت جنوب أفريقية. شاركت مع منتخب جنوب أفريقيا الوطني للكريكت.

## وصلات خارجية
- لورنا وارد على موقع إي آس بي آن كريك إنفو (الإنجليزية)